# Tori Huster
Victoria Lauren „Tori“ Huster (* 23. September 1989 in Cincinnati, Ohio) ist eine US-amerikanische Fußballspielerin, die seit 2013 beim NWSL-Teilnehmer Washington Spirit unter Vertrag steht.

## Karriere

### Verein
Huster spielte während ihres Studiums an der Florida State University für die dortige Hochschulmannschaft und zudem in den Sommermonaten für die W-League-Teams Boston Renegades und Colorado Rush. Nach einem kurzen Abstecher zu Western New York Flash in der WPSL Elite unterschrieb sie vor der Saison 2012/13 beim australischen W-League-Teilnehmer Newcastle United Jets, für den sie in allen zwölf Saisonspielen auf dem Platz stand und vier Treffer erzielen konnte.
Huster wurde Anfang 2013 beim sogenannten Supplemental-Draft zur neugegründeten NWSL in der zweiten Runde an Position neun von Washington Spirit verpflichtet. Ihr Ligadebüt gab sie am 14. April 2013 gegen die Boston Breakers, ihr erstes Tor in der NWSL schoss sie am 16. Mai gegen den Seattle Reign FC.
Im Oktober 2013 wechselte sie erneut nach Australien und schloss sich den Western Sydney Wanderers an. Nach Ende der Saison 2013/14 kehrte sie nach Washington zurück und erreichte mit den Spirit erstmals die NWSL-Play-offs. Im September 2014 wechselte Huster bis Jahresende auf Leihbasis abermals zu den Newcastle United Jets.

### Nationalmannschaft
Huster spielte im Jahr 2010 in zwei Partien für die US-amerikanische U-23-Nationalmannschaft. Im Januar 2015 wurde sie erstmals in den Kader der US-amerikanischen A-Nationalmannschaft berufen.